# Mesh (tissu)
Pour les articles homonymes, voir Mesh.
Ne doit pas être confondu avec Résille (textile).

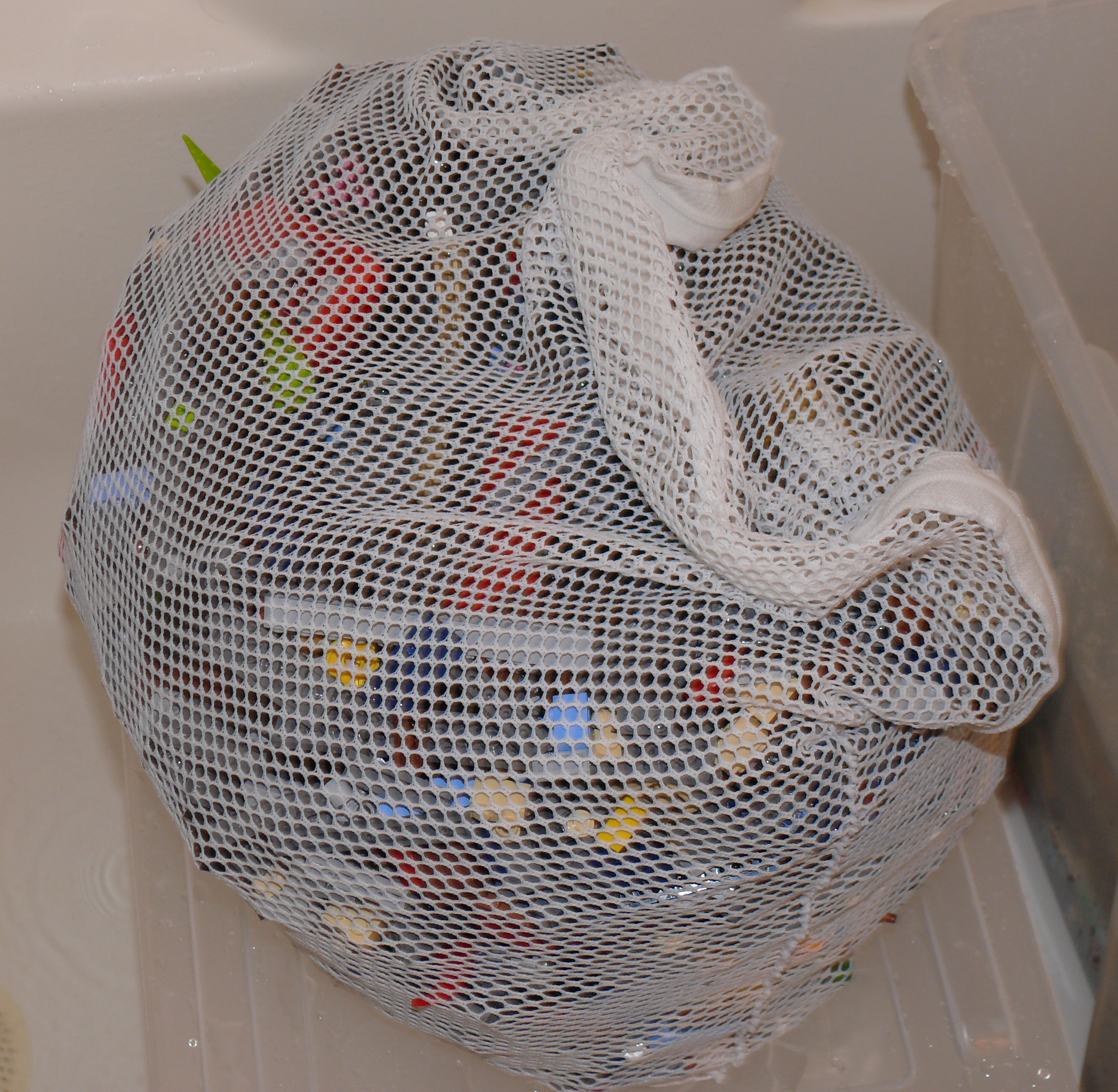
Filet en tissu résille, contenant des briques Légo.

Le mesh, anglicisme traduit parfois par tissu filet, ou encore tissu résille, est un type de textile à maille large. Très respirant, il est largement utilisé dans les vêtements de sport, maillots, chaussures, etc.
Il est également employé par les stylistes.